# Слобода (Коломыйский район)
Слобода́ (укр. Слобода) — село в Печенежинской поселковой общине Коломыйского района Ивано-Франковской области Украины.
Население по переписи 2001 года составляло 1022 человека. Занимает площадь 22,26 км². Почтовый индекс — 78278. Телефонный код — 03433.

## История
В 1946 году указом ПВС УССР село Рунгурская Слобода переименовано в Слободу.